# Aradia, or the Gospel of the Witches
Aradia, or the Gospel of the Witches (deutscher Titel: Aradia. Die Lehren der Hexen) ist ein Buch des amerikanischen Volkskundlers Charles Godfrey Leland, das im Jahre 1899 veröffentlicht wurde. Es enthält seiner Auffassung nach den religiösen Text einer Gruppe von heidnischen Hexen der Toskana, der ihren Glauben und ihre Rituale dokumentiert. Verschiedene Historiker und Volkskundler haben die Existenz einer solchen Gruppe bestritten. Im 20. Jahrhundert war das Buch für die Entwicklung des Neopaganismus der Wicca-Bewegung sehr einflussreich.
Der Text ist aus mehreren Teilen zusammengesetzt. Ein Teil davon ist Lelands Übersetzung eines italienischen Originalmanuskripts, des Vangelo (Evangelium). Leland berichtet, er habe das Manuskript von seiner wichtigsten Informantin über den italienischen Hexenglauben empfangen, einer Frau, die Leland „Maddalena“ nennt. Das übrige Material stammt aus Lelands Forschungsarbeiten zur italienischen Volkskultur und ihren Traditionen, einschließlich anderen einschlägigen Materials von Maddalena. Leland hatte 1886 von der Existenz des Vangelo erfahren, aber es dauerte 11 Jahre, bis Maddalena ihm eine Kopie zur Verfügung stellte. Nach der Übersetzung und Bearbeitung des Materials dauerte es noch zwei Jahre bis zu seiner Veröffentlichung. Das Vangelo schildert in 15 Kapiteln die Herkunft sowie die Überzeugungen, Rituale und Zauberkünste der italienischen heidnischen Tradition. Zentrale Figur dieser Religion ist die Göttin Aradia, die auf die Erde gekommen sei, um den Bauern die Praxis der Hexerei zu lehren, damit sie ihren feudalen Unterdrückern und der römisch-katholischen Kirche Widerstand leisten können.
Lelands Werk blieb bis in die 1950er Jahre unbekannt, bis die Diskussion über weiter bestehendes „heidnisches Hexentum“ begann. Aradia wurde im Rahmen dieser neuen Theorien untersucht. Wissenschaftler sind in ihrer Auffassung gespalten, einige lehnen Lelands Annahmen hinsichtlich des Ursprungs des Manuskripts ab, andere argumentieren zugunsten der Authentizität und halten das Werk für ein einzigartiges Zeugnis des Volksglaubens. Mit dem wachsenden wissenschaftlichen Interesse spielte Aradia auch eine immer größere Rolle in der Geschichte der Gardnerian Wicca und ihren Ablegern. Sie galt als Nachweis für das Überleben des heidnischen Hexenwesens in Europa. Außerdem wurde ein Abschnitt aus dem ersten Kapitel für die Liturgie benutzt. Durch zahlreiche Nachdrucke wurde das Werk weit verbreitet. 1999 erschien eine kritische Ausgabe mit einer Neuübersetzung von Mario und Dina Pazzaglini.

## Ursprung

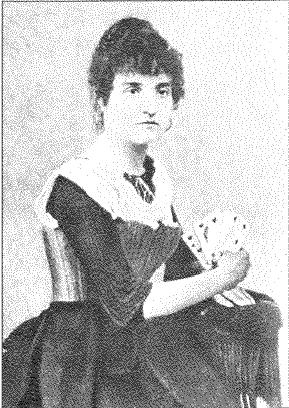
„Maddalena“ als junge Wahrsagerin

Charles Godfrey Leland war ein US-amerikanischer Autor und Volkskundler, der einen großen Teil der 1890er Jahre in Florenz mit der Erforschung der italienischen Volkskultur verbrachte. Aradia war eines der Forschungsergebnisse. Maddalena, von der er das Manuskript erhalten haben will, soll nach Aussage des Volkskundlers Roma Lister eigentlich Margherita geheißen haben. Sie soll eine Hexe aus Florenz gewesen sein, die behauptete, von den Etruskern abzustammen und antike Rituale zu kennen. Professor Robert Mathiesen, Mitarbeiter der Übersetzung von Pazzaglini, erwähnt einen Brief Maddalenas an Leland, der mit Maddalena Talenti unterschrieben sein soll. Der zweite Name sei kaum zu entziffern gewesen und es sei daher unsicher, ob er korrekt wiedergegeben wurde.
Leland berichtet von einem Treffen mit Maddalena im Jahre 1886. Danach wurde sie für mehrere Jahre seine Hauptquelle für die Sammlung italienischer Volkskultur. Er beschreibt sie als Teil der verschwindenden Tradition der Magie. Durch jahrelange Praxis habe sie gelernt, „[…] was ich suche und wie ich es von Menschen ihrer Art erfahren will.“ Er gibt an, mehrere hundert Seiten Material von ihr erhalten zu haben, die er in seine Bücher Etruscan Roman Remains in Popular Tradition, Legends of Florence Collected From the People, und schließlich in Aradia verwertet habe. Leland schrieb, er habe 1886 erfahren, dass es ein Manuskript gebe, das die Lehren der italienischen Hexenkust darstelle. Er habe Maddalena gedrängt, es zu finden. Elf Jahre später, am 1. Januar 1897, habe er Vangelo zugeschickt bekommen. Das Manuskript sei in der Handschrift Maddalenas geschrieben gewesen. Leland betrachtete es als authentisches Dokument der „alten Religion“ der Hexen. Er erklärte dazu aber, er wisse nicht, ob es aus schriftlichen oder mündlichen Quellen stamme.
Leland schloss seine Übersetzung und die Editierung des Textes im Frühjahr 1897 ab und legte es David Nutt zur Publikation vor. Zwei Jahre später forderte Leland das Manuskript zurück, um es einem anderen Verleger anzubieten. Dieses Ansinnen spornte Nutt zur Annahme des Buches an, das daraufhin im Juli 1899 in kleiner Auflage gedruckt wurde. Der Wiccan Autor Raymond Buckland nimmt für sich in Anspruch, 1968 in seiner Buckland Museum of Witchcraft Presse, aber ein britischer Reprint wurde von den „Wiccens“ [sic] Charles „Rex Nemorensis“ und Mary Cardell in den frühen 1960er Jahren unternommen. Seither ist der Text von einer Vielzahl von Verlegern nachgedruckt worden, darunter die Neuübersetzung von Mario und Dina Pazzaglini im Jahre 1998, die außerdem Essays und einen Kommentar enthielt.

## Inhalt
Nach seiner elf Jahre langen Suche war Leland nach eigener Aussage nicht überrascht vom Inhalt des Vangelo. Es entsprach weitgehend seinen Erwartungen, ausgenommen die von ihm nicht vorausgesagten Abschnitte in „Prosa-Poesie“. „Ich glaube auch, dass wir in diesem Hexenevangelium“, schreibt Leland im Anhang, „einen glaubwürdigen Abriss zumindest der Lehren und Riten, die am Hexensabbat befolgt werden, haben. Sie bewunderten verbotene Gottheiten und praktizierten verbotene Handlungen, inspiriert ebenso von einer Rebellion gegen die Gesellschaft wie ihren eigenen Leidenschaften.“
Lelands endgültige Fassung war ein schmaler Buchband. Er ordnete das Material in fünfzehn Kapitel und fügte ein kurzes Vorwort und einen Anhang hinzu. Die veröffentlichte Fassung enthält auch Fußnoten, vielmals in der ursprünglichen italienischen Fassung, die er übersetzt hatte. Der größte Teil von Aradia besteht aus Magie, Segnungen und Ritualen, der Text enthält aber auch Erzählungen und Mythen, die auf Einflüsse aus der alten römischen Religion und dem Katholizismus schließen lassen. Hauptpersönlichkeiten sind die römische Göttin Diana, ein Sonnengott namens Luzifer, der biblische Kain als Mondgottheit und die messianische Aradia. Die Magie des „Hexenevangeliums“ ist zugleich eine Anleitung für Zauberkünste wie auch eine antihierarchische Gegenreligion zur katholischen Kirche.

### Thematik

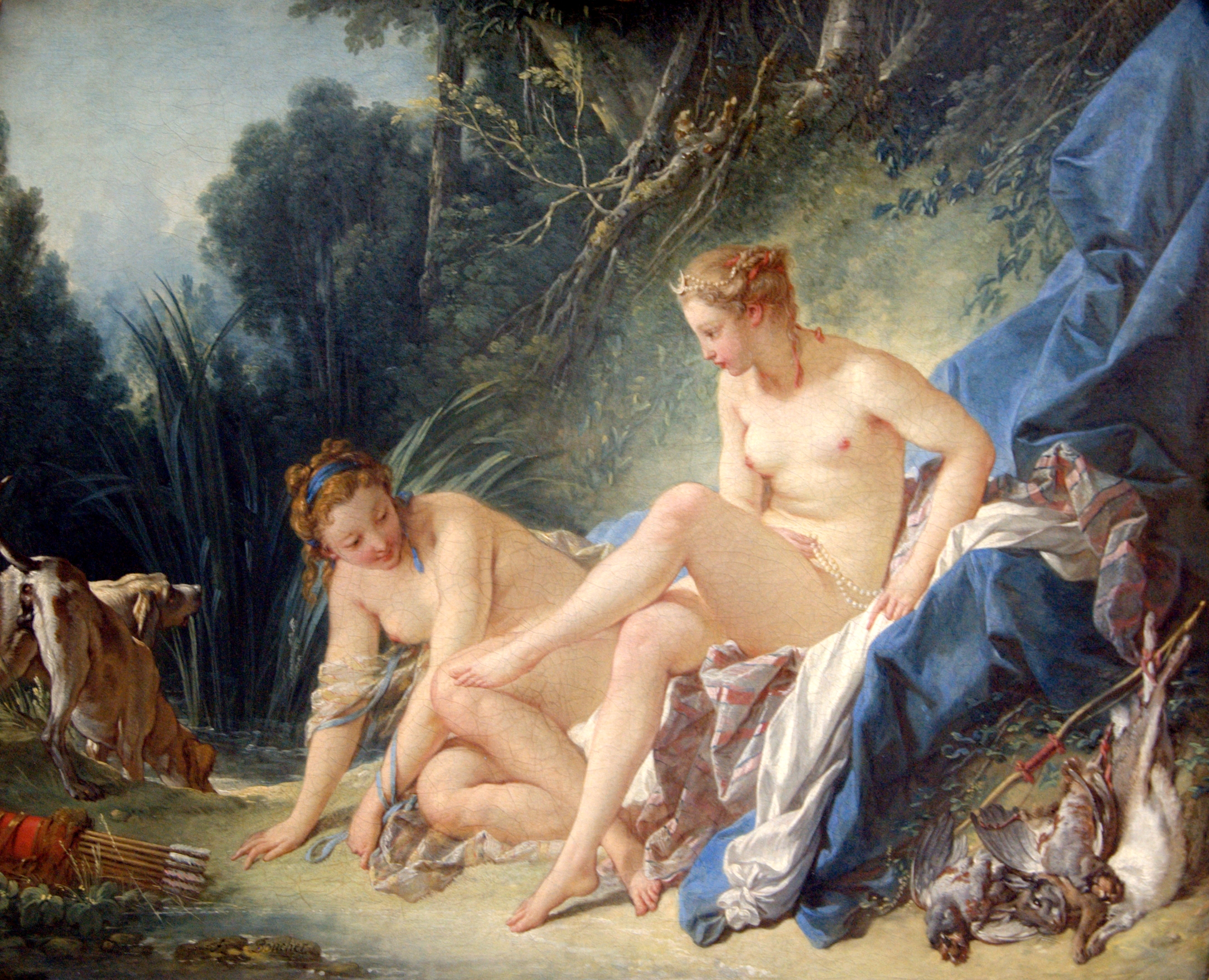
François Bouchers Aktbildnis Diana verlässt das Bad. Die Göttin trägt eine Krone in der Form einer Mondsichel.

Kapitelweise handelt Aradia von Zaubersprüchen, etwa Beschwörungsformeln, um Liebe zu gewinnen (Kapitel VI), Zaubersprüche für die Verwandlung eines Steins in ein Amulett zur Gewinnung der Gunst Dianas (Kapitel IV), die Weihezeremonie für ein rituelles Fest für Diana, Aradia und Cain (Kapitel II). Das erzählerische Material macht nur einen kleineren Anteil des Textes aus and besteht aus kurzen Geschichten und Legenden über die Geburt der Hexenreligion und die Taten ihrer Götter. Leland fasst das Mythenmaterial im Anhang zusammen und schreibt: „Diana ist die Königin der Hexen; eine Verbündete der Herodias (Aradia) hinsichtlich der Hexerei; sie brachte ihrem Bruder, der Sonne (hier Luzifer) ein Kind zur Welt; Als Mondgöttin steht sie in Beziehung zu Kain, der als Gefangener auf dem Mond lebt; die Hexen der Vorzeit seien Menschen gewesen, die durch feudale Lasten bedrückt waren und sich dafür an ihren Herren in jeder nur möglichen Weise rächten; sie veranstalteten Orgien für Diana, die nach Meinung der Kirche der Anbetung Satans dienten“. Diana ist nicht nur Göttin der Hexen, sondern, in Kapitel III, auch die primordiale Schöpferin, die sich selbst in Licht und Finsternis teilt. Nachdem sie Luzifer geboren hat, verführt Diana ihn in Gestalt einer Katze und gebiert schließlich Aradia, ihre gemeinsame Tochter. Diana beweist die Macht ihrer Zauberkunst, indem sie Himmel, Sterne und den Regen erschafft und Königin der Hexen wird. Kapitel I zeigt die Hexen in ihrer ursprünglichen Rolle als Sklaven, die ihren Herren entflohen und ein neues Leben als „Diebe und böses Volk“ begannen. Diana sendet ihnen ihre Tochter Aradia, um den früheren Leibeigenen die Hexenkunst zu lehren, mit deren Macht sie „die böse Rasse ihrer Unterdrücker zerstören können“. Aradias Schüler werden so zu den ersten Hexen, die sodann Diana verehren. Leland war von der Kosmogonie beeindruckt: „In allen anderen Schriften anderer Rassen ist es der Mann … der das Universum erschafft; im Hexenglauben ist es die Frau, die das ursprüngliche Prinzip darstellt“.

### Aufbau
Aradia besteht aus 15 Kapiteln. Die ersten 10 Kapitel sind Lelands Übersetzung des Vangelo-Manuskripts. Hier finden sich Rituale und Sprüche, aber auch die Mythen und Volkserzählungen. Am Ende des ersten Kapitels gibt Aradia Anweisungen an ihre Anhänger zur Ausübung der Hexerei.
Die Kapitel I–X des Vangelo sind nicht nur Übersetzungen. Leland kommentiert eine Reihe von Abschnitten, und in Kapitel VII fügt er anderes Material ein. Der Mediävist Robert Mathiesen behauptet, das Vangelo-Manuskript enthalte weniger als Aradia, nur die Kapitel I, II, und die erste Hälfte von Kapitel IV entspreche den von Leland angegebenen Inhalten des Vangelo.
Die übrigen Kapitel (XI-XV) enthalten volkskundliches Material, besonders aus seiner Forschung zu Etruscan Roman Remains und Legends of Florence. Leland nahm diese auf, um die Tatsache zu „[bestätigen], dass die Anbetung Dianas für lange Zeit neben dem Christentum bestand“. Kapitel XV enthält zum Beispiel eine Anrufung Lavernas mithilfe von Spielkarten.
An vielen Stellen gibt Leland die italienischen Stellen an, die er übersetzte. Mario Pazzaglini, der Autor der Übersetzung von 1999, stellt fest, dass das Italienisch fehlerhaft sei und eher dem Standarditalienisch als den zu erwartenden lokalen Dialektformen entspreche. Pazzaglini erklärt sich dies daraus, dass Aradia Material enthalte, das aus dem Dialekt in italienische Umgangssprache übersetzt worden sei, und erst danach ins Englische, wodurch eine Zusammenfassung von Texten entstanden sei, von denen einige falsch aufgezeichnet worden seien. Leland selbst nennt den Text eine „Sammlung von Zeremonien, cantrips, Zaubersprüchen und Traditionen“. Der Mangel an Kohäsion der Texte gilt als Argument für die Authentizität, da nach Meinung des Klerikers Chas S. Clifton der Text keine Bearbeitung für die zukünftigen Buchkäufer aufweise.

## Fragliche Behauptungen

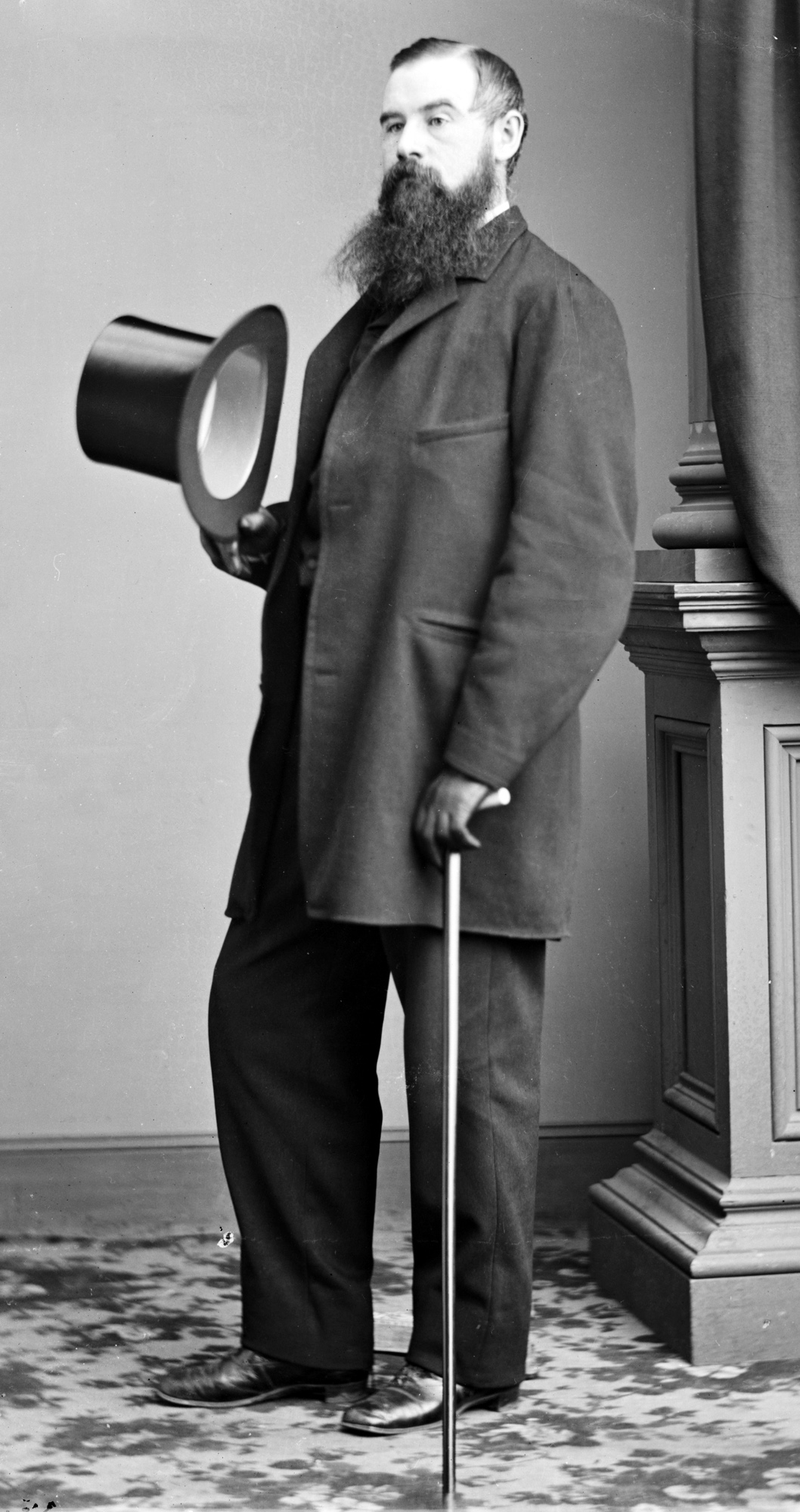
Charles Godfrey Leland verfasste journalistische Artikel, Komödien und Literatur zu Volkskunde und Sprachwissenschaft. Aradia war sein kontroversestes Buch.

Leland schrieb: „Hexen bilden auch heute noch eine bruchstückhafte geheime Gesellschaft oder Sekte, die sie die der alten Religion nennen, und in der Romagna gibt es ganze Dörfer, in denen die Menschen völlig heidnisch sind“ Leland hielt dies für wahrheitsgetreu und nahm an, dass jede Religion eine Schrift voraussetze. Das Vangelo sei ein altes Werk, wahrscheinlich aus dem Lateinischen übersetzt.
Lelands Annahme, das Manuskript sei echt, und seine Versicherung, er habe dieses Manuskript erhalten, wurden in Zweifel gezogen. Nach der Publikation von Margaret Murrays The Witch-cult in Western Europe, in der sie die These vertritt, die europäische Hexenverfolgung sei eigentlich eine Verfolgung von Anhängern der überlebenden heidnischen Religion, verband Theda Kenyon 1929 in ihrem Buch Witches Still Live Murrays These mit der Hexenreligion in Aradia. Jeffrey Russell stellte in seinem Werk A History of Witchcraft: Sorcerers, Heretics and Pagans (1980) die Behauptungen in Aradia, Murrays Ausführungen und die gleichlautende Darstellung Jules Michelets von 1862 in La Sorcière infrage. Elliot Rose charakterisierte in seinem Werk A Razor for a Goat Aradia als bloße Sammlung von Zaubersprüchen, die zu Unrecht den Anspruch erhöben, eine Religion darzustellen. In Triumph of the Moon fasste Ronald Hutton die kontroversen Standpunkte idealtypisch zusammen:
1. Das Vangelo- Manuskript ist ein authentischer Text einer bislang unentdeckten Religion.
2. Maddalena schrieb den Text selbst, entweder allein oder mit Lelands Unterstützung. Möglicherweise gingen ihre Erfahrungen mit der Volkstradition oder der Hexerei mit ein.
3. Das gesamte Dokument ist eine Fälschung Lelands.

Hutton selbst sieht nicht nur die Frage nach der Existenz einer von Aradia behaupteten Religion mit Skepsis, sondern auch die Existenz Maddalenas. Er begründet seine Zweifel mit dem Argument, Leland habe mit größerer Wahrscheinlichkeit den ganzen Text selbst geschrieben, anstatt sich von einer italienischen Wahrsagerin so leicht täuschen zu lassen. Clifton lehnt diese Position als Vorwurf einer schwerwiegenden Fälschung von Quellen ab, da sie sich auf ein „Argumentum ad ignorantium“ stütze. Huttons Hauptvorwurf ist, dass man in der gesamten mittelalterlichen Literatur nichts Ähnliches wie Aradia finde.
Mathiesen lehnt These 3 ebenso ab, da die italienischen Passagen trotz vieler Redaktionen des englischen Textes immer beinahe unverändert geblieben seien. Dort fänden sich lediglich Korrekturen der Art, wie sie von Korrekturlesern beim Vergleich mit dem Original vorgenommen würden. Daraus schließt Mathiesen, dass Leland mithilfe eines verfügbaren italienischsprachigen Originals arbeitete. Dieses Original beschreibt er als „authentisch, aber nicht repräsentativ“ für eine umfangreichere Volkstradition. Die Anthropologin Sabina Magliocco überprüfte die erste Option unter dem Gesichtspunkt einer möglichen Diana-Verehrung in der Bevölkerung und des Herodiaskultes. In ihrem Werk Who Was Aradia? The History and Development of a Legend schreibt sie, Aradia „könnte eine Version der Legende aus dem 19. Jahrhundert darstellen, die spätere Materialien des Satanismus des Mittelalters aufgenommen hätte: die Anwesenheit eines 'Lucifero,' des christlichen Teufels; magische Praktiken; die Nackttänze bei Vollmond.“

## Einfluss auf Wicca und Stregheria
Magliocco bezeichnet Aradia als „den ersten echten Text der Wiederbelebung des Hexenwesens im 20. Jahrhundert.“ Sein tiefgehender Einfluss auf die Entwicklung der Wicca-Bewegung wurde wiederholt erwähnt. Der Text bestätigt offensichtlich die Auffassung Margaret Murrays, dass das Hexenwesen in Renaissance und in der frühen Neuzeit ein Überbleibsel antiker heidnischer Glaubenslehren seien. Nach Gerald Gardners Behauptung, religiös begründete Hexerei im England des 20. Jahrhunderts gefunden zu haben, unterstützten die Werke von Michelet, Murray und Leland zumindest die Möglichkeit einer solchen Annahme des Überlebens heidnischer Traditionen.
Die Charge of the Goddess, wichtiger Bestandteil der Wicca-Rituale, wurde von Aradias Rede im ersten Kapitel des Buches inspiriert. Teile der Rede erschienen in einer frühen Version des Wicca-Rituals Gardners. Nach Meinung von Doreen Valiente, einer der Priesterinnen Gardners, war dieser überrascht von Valientes Ansicht, das Material stamme aus Lelands Buch. Valiente schrieb in der Folgezeit die Passage in Prosa und Versform um und behielt dabei die ursprünglichen Aradia-Zeilen. Einige Traditionen des Wicca-Kults machen Gebrauch von den Namen Aradia oder Diana, um die Göttin oder Königin der Hexen zu bezeichnen. Hutton erwähnt, die frühesten Rituale Gardners hätten den Namen Airdia, eine veränderte Form von Aradia, enthalten. Hutton führt die rituelle Nacktheit bei vielen Kulten auf eine Zeile Aradias zurück:

“And as the sign that ye are truly free,
Ye shall be naked in your rites, both men
And women also: this shall last until
The last of your oppressors shall be dead”

„Und als Zeichen für eure wahre Freiheit
Sollt ihr bei euren Riten nackt sein, Männer wie Frauen
Dies soll andauern, bis der letzte eurer Unterdrücker tot ist;“

Robert Chartowich verweist auf die Übersetzung von 1998 durch Pazzaglini: „Männer und Frauen / Ihr werdet alle nackt sein, bis / dass er tot ist, der letzte / von euren Unterdrückern tot ist.“ Chartowich ist der Ansicht, Leland habe die Zeilen falsch übersetzt und die Einschränkung „in euren Riten“ eingefügt. Rituelle Nacktheit unter Hexen wurde jedoch schon früher erwähnt. Ruth Martin hält es für eine allgemeine Praxis für Hexen in Italien „nackt mit freiem Haar um die Schultern“ Zaubersprüche zu sprechen. Jeffrey Burton Russell berichtet von einer Frau namens Marta, die um 1375 in Florenz gefoltert wurde. Sie habe angeblich „Kerzen um eine Schüssel herum aufgestellt, ihre Kleider ausgezogen und nackt auf der Schüssel gestanden und magische Zeichen gemacht“. Franco Mormando beschreibt eine Szene, in der eine Hexe abends nackt in ihren Garten tritt, um ihre Zaubersprüche zu sagen.
Die Rezeption im Neuheidentum war nicht immer wohlwollend. Clifton empfiehlt den Vergleich mit Leo Martello und Raven Grimassi. Er führt die Unsicherheit darauf zurück, dass das Neuheidentum hinsichtlich der Frage einer Überlieferung seiner Glaubenssätze unentschieden sei. Valiente hält die Identifizierung Luzifers mit dem Gott der Hexen in Aradia für eine zu starke Zumutung für viele Wikka-Anhänger, die das romantischere Heidentum Gerald Gardners gewöhnt waren und die Verbindung zwischen Hexenwesen und Satanismus ablehnten.
Clifton beschreibt Aradia als für die Wikka-Bewegung der 1950er und 1960er Jahre besonders einflussreich, seither sei das Buch aber nicht mehr auf den Leselisten und würde nicht mehr umfangreich zitiert. Die Neuübersetzung von 1998 enthielt eine Einleitung von Stewart Farrar, in der er die Bedeutung Aradias und die bleibende Leistung Lelands betont.
Raven Grimassi hat zur Popularisierung der Stregheria umfangreiche Darstellungen verfasst. Anders als Leland stellt er sie als Hexe dar, die im 14. Jahrhundert lebte und wirkte. Sie sei aber keine Göttin.
Die Übereinstimmung mit Aradia sei kein Beweis für Authentizität, da Lelands Material selbst umstritten sei. Mit Valiente sieht er die Hauptkritik der Neuheiden in den im Text enthaltenen „negativen Stereotypen hinsichtlich Hexen und Magie“. Die Vergleiche zwischen diesem Material und religiösem Hexenglauben würden „von vielen Neuheiden als Beleidigung empfunden“.